# Жукаускас, Артурас (актёр)
Жукаускас Артурас (лит. Artūras Žukauskas; 24 сентября 1974, Шяуляй, Литовская ССР — 4 февраля 2012, Вильнюс, Литва) — литовский актёр и театральный режиссёр.

## Биография
В 2000 году в Литовской художественно-театральной академии он закончил режиссуру.
Работал на литовском телевидении, снял несколько короткометражных фильмов, играл в спектаклях. Также снимался в европейском кино и работал как кастинг-директор известных британских телесериалов.
С 2008 года работал режиссёром в  Литовском театре кукол«Леле» в Вильнюсе.
4 февраля 2012, в субботу около десяти часов вечера был обнаружен мертвым в собственном доме.

## Награды
В 2000 году был награждён за самую интересную интерпретацию Шекспира в спектакле «Кориолан» и в 2001 г. — за лучшую режиссуру этого спектакля.
В 2005 году получил награду ТВ Великобритании и Киноакадемии «Emmy» за отбор актёров для телесериала «Елизавета I».

## Фильмография
- Ад в поднебесье (2007)
- Уоллис и Эдуард (как продюсер) (2005)
- Коллет (2003)
- Йонукас и Гритуте (2003)